# Ласин (город)
Ласин (пол. Łasin), историч. Лессен (нем. Lessen) — город в Польше, входит в Куявско-Поморское воеводство, Грудзёндзский повят. Имеет статус городско-сельской гмины. Занимает площадь 4,76 км². Население — 3271 человек (на 2004 год).